# محمد التاجر
محمد عيسى التاجر محام بحريني وناشط في مجال حقوق الإنسان واعتقل في أبريل 2011 لدوره في الدفاع عن المتظاهرين أثناء احتجاجات عام 2011.
في أوائل عام 2011 وبعد التضحية بالنفس من التاجر التونسي الشاب محمد البوعزيزي قامت سلسلة من الانتفاضات المؤيدة للديمقراطية اجتاحت منطقة الشرق الأوسط سميت لاحقا باسم «الربيع العربي». انضم نشطاء بحرينيون إلى الحركة مع سلسلة من الاحتجاجات بدأت في 14 فبراير. في مارس أعلن الملك حمد بن عيسى بن سلمان آل خليفة الأحكام العرفية وحالة طواريء لمدة ثلاثة أشهر.
بعد إلقاء القبض على بعض المتظاهرين نسق التاجر مع 25 محامي لتشكيل فريق للدفاع عن هؤلاء النشطاء رهن الاحتجاز بمعزل عن العالم الخارجي. زوجة التاجر الطبيبة هدى الجفيري اعتقلت نتيجة تقديمها المساعدات الطبية إلى المتظاهرين الجرحى.
اعتقل التاجر دون أمر قضائي في 16 أبريل 2011 في منزله في المنامة عن طريق أكثر من 20 ضابط أمن ملثم، أمام زوجته وأطفاله. صادر أيضا الضباط حواسيب محمولة وهواتف نقالة ووثائق ومفاتيح مكتب المحاماة. تم تجميد حسابه المصرفي أيضا. يوم 12 يونيو 2011 جلب للمثول أمام محكمة عسكرية. لم يعطى محاميه أي إشعار ولذلك فهو لم يحضر الجلسة. وجهت إليه تهمة التحريض على كراهية النظام والانخراط في احتجاجات غير مشروعة وتحريض الناس لإيذاء الشرطة وأقر بأنه غير مذنب.
في 7 أغسطس 2011 أطلق سراح التاجر من السجن على الرغم من أن التهم الموجهة إليه لا تبدو أنه تم إسقاطها. باعتباره أحد شروط الإفراج عنه فقد وقع على أوراق الاتفاق بأنه لن يشارك في «أي نشاط ضد البلاد». قال أنه تعرض لسوء المعاملة أثناء وجوده في الأسر عن طريق تعرضه للضرب والحرمان من النوم.
أدى اعتقال التاجر لانتقادات دولية مع بيانات احتجاج من هيومن رايتس ووتش والاتحاد الدولي لحقوق الإنسان وفرونت لاين ديفندرز ومركز البحرين لحقوق الإنسان ونقابة محامي مدينة نيويورك. دعت منظمة العفو الدولية أيضا إلى اسقاط التهم الموجهة إليه واعتباره سجين ضمير أثناء احتجازه.